# John Maxwell (2e comte de Farnham)
Pour les articles homonymes, voir John Maxwell et Maxwell.
John James Maxwell, 2e comte de Farnham (5 février 1760 - 23 juillet 1823) est un pair et homme politique représentant de l'Irlande.

## Biographie
Il est le fils de Barry Maxwell (1er comte de Farnham) et Margaret King. Il est connu sous le nom de Shane Rua en raison de ses cheveux roux. En 1784, il épouse Grace Cuffe, fille de Thomas Cuffe, mais ils n’ont pas d’enfants. Le 7 octobre 1800, il devient 2e comte de Farnham, 2e vicomte Farnham et 4e baron Farnham, héritant également du domaine de Farnham à Cavan. Il charge Francis Johnston, un architecte basé à Dublin, de concevoir une extension de Farnham House.
Il siège comme député du comté de Cavan de 1780 à 1783 et de 1793 à 1800. Il est élu pair représentant le 2 mars 1816. À sa mort, en 1823, le comté et le vicomte disparaissent, tandis que la baronnie et le domaine de Farnham passèrent à son cousin John Maxwell-Barry.